# 陕西联合足球俱乐部
陕西联合足球俱乐部，原名陕西长安联合足球俱乐部，简称陕西联合，是一家位于陕西省西安市的职业足球俱乐部，目前主场设于渭南，组建于2023年4月。
俱乐部以2023年解散的陕西长安竞技为班底组建，采取会员制，球迷组织占股35%，截至2023年11月共有超过9000名付费会员。在2023年中冠联赛中，陕西长安联合获得第三名，升入中国足球乙级联赛。

## 历史
陕西长安联合的班底源自2023年初解散的陕西长安竞技。在2022年中甲联赛中，陕西长安竞技的投资方陕西水务集团大幅减少了对俱乐部的投资并拒绝进一步股改，导致俱乐部财务状况极为困难，深陷欠薪风波遭中国足协扣分，丧失了冲超希望。2022年底，西安商人张威不希望俱乐部解散，向俱乐部注入了一笔资金，并帮助俱乐部想办法继续筹集资金。2023年1月，陕西长安竞技提出实行会员制，通过预售新赛季套票和提供会员权益向球迷募资，很快便筹集到了1000多万元人民币资金。但会员收入仍无法解决未来生存问题，2023年3月29日，陕西长安竞技未能通过的新赛季职业联赛准入，次日，长安竞技宣布解散，此前的会员收入被原路退还给球迷。
俱乐部虽然解散，但张威认为陕西长安竞技的解散原因在于俱乐部收入过度依赖政府和国有企业，没有依靠球迷开发商业，他通过一系列调研，设计了一套以非营利组织为中心的会员制足球俱乐部架构。
由于陕西长安竞技解散时已近4月，距2023年中冠联赛抽签仪式仅有20天，张威无法通过成立新俱乐部的方式来参加中冠联赛，为尽快重返职业联赛，遂决定收购咸阳业余足球俱乐部彬州辉龙的参赛资格，赶在中冠联赛报名截止时间前提交了所有材料，原陕西长安竞技一线队大部分工作人员和球员在报名完成后转入彬州辉龙。2023年4月19日，彬州辉龙在抽签仪式上被分到日照赛区。球队提供队徽并没有使用之前彬州辉龙在陕西联赛中的标识，而是一个和原长安竞技队徽大致相同，仅改变了部分描述文字的版本。这被看作是陕西足球重新向中国足球职业联赛发起冲击的信号。原彬州辉龙继续参加陕西省群众足球超级联赛，并获得第4名。
2023年5月20日，俱乐部通过社交媒体发布公告，陕西长安联合足球俱乐部正式成立。不过受报名限制，俱乐部的2023年中冠联赛仍以彬州辉龙名义参赛。球队以会员制形式运作，向社会筹集资金，会员可通过定期召开的会员大会选举俱乐部管理层，高级别会员拥有球队重大事项的表决权。到2023年7月，新俱乐部的会员人数达7000人，筹得会费600万元。2023年9月17日，球队通过会员大会表决做出调整，秦英体育签约成为俱乐部大股东，占据俱乐部65%的股权，剩下35%由张威代持至非营利机构成立。
球队以陕西长安竞技一线队部分球员为班底参加2023年中冠联赛，原长安竞技青训主管黄勇成为首任主教练，球队以日照赛区第一的成绩进入总决赛，夏季转会窗期间，球队引入糜昊伦、文武斌、王维朴等球员，争取获得总决赛分组第一直接升级，会员也对升级满怀期望。但在全国总决赛上，球队首场战平大连华谊，主教练黄勇赛后下课，奥斯卡·塞斯佩德斯接任。随后球队又遭两连败，第二场失败赛后，面对失望的看台，队长丁捷下跪挽留球迷。经过一系列调整后，球队逐渐步入正轨，最后四场比赛取胜获得附加赛资格。在附加赛上，陕西长安联合连克长春申华和广州影豹，以中冠第三的成绩冲乙成功。
2024年初，俱乐部改变了会员体系，新增适合于儿童和青年的会员级别，降低了会费以吸引更多球迷加入，同时投票权改由会员等级和入会时长共同赋予。为避免可能存在的风险，俱乐部在会员投票同意后更名为“陕西联合足球俱乐部”。

## 主场
和多数中国足球俱乐部相同，陕西长安联合尚未拥有自己的球场，只能选择租用西安、渭南等陕西省内的足球场，因此俱乐部的主场安排受制于地方政府和球场管理方。俱乐部历史首次陕西省内比赛受到了榆林地方政府邀请，在榆林体育中心举行。陕西省体育场是陕西队历来的主场，因2019年体育场改造，陕西长安竞技的主场迁至渭南市体育中心，随后又遭遇2019冠状病毒病疫情，球队长期无法在西安比赛。陕西长安联合成立后，俱乐部渴望回归西安主场，球队曾在西安国际足球中心外场训练，俱乐部商店也设在陕西省体育场。官方一度宣布完成改造的陕西省体育场成为2023年中冠联赛全国总决赛主场，然而未能成行，在开赛前数日转回渭南市体育中心。
在成功冲乙后，俱乐部曾计划租用西安国际足球中心为新主场，并有意申办2024年中乙联赛开幕式。2024年2月23日，俱乐部确定首个中乙赛季第一阶段的主场为陕西省体育场，第二阶段的主场改至西安国际足球中心。然而由于西安主场比赛成本过高，且西安政府对足球比赛下达了如限制售票，禁止观众携带旗帜、标语等助威工具的要求，引发球迷不满，而渭南愿意继续提供政策支持，因此俱乐部于4月20日宣布主场重回渭南。

## 球迷
陕西浓厚的球迷文化，曾创造中乙联赛单场观众纪录，陕西球迷常将本地的风俗文化融入到助威方式中，球迷曾创作出陕西方言助威歌曲《爷们儿》《军民大生产》等，助威口号也具有“陕北号子”风格。球迷在长安竞技自救行动中发挥了关键作用，这是张威决定继续探索会员制足球俱乐部，成立陕西长安联合的主要原因。各地陕西球迷也是俱乐部经营的立足点。2023年5月28日，陕西长安联合正式发售会员，球迷按缴纳的会费数额拥有不同级别的权益，部分会员可参与俱乐部重大事项决策投票，俱乐部的财务也交由会员监管，球迷组织占有35%的俱乐部股权。
俱乐部提出的联合理念和人民球队口号得到了陕西球迷认可。会员发售后24小时内便有超过5200名付费会员加入，2023年8月，江浙沪地区的球迷协会自费为俱乐部购买并装修大巴。据俱乐部2024年赞助商招聘公告，截至2023年11月陕西长安联合共有超9000名会员。在2023年中冠联赛全国总决赛期间，陕西长安联合5个主场比赛场均观众超过2万人，刷新了中冠联赛纪录。俱乐部还设立终身荣誉会员以感谢为陕西足球作出突出贡献的球迷。

## 标志

### 队徽
陕西长安联合报名中冠联赛时提供了一个与长安竞技相似的队徽，只是改变了队徽的名字，中心的狼变成象征彬州辉龙的龙头。2023年6月1日，俱乐部发起新队徽征集活动，最终采用的队徽由会员投票选出，并引发了球迷关于俱乐部主色调的讨论。在官方调查中，黑色与红色更受球迷认可。7月28日，俱乐部公示新队徽。队徽以英文首字母“S、C、U”为基础，外围黑色与红色线条呈现盾牌轮廓，中间有西安古城墙和“联合”的英文两种元素与象征西北狼的狼头造型结合，旨在同时展现地域风格和联合的价值观。

俱乐部参加2023年中国足球协会会员协会冠军联赛时使用的队徽
2023年7月后俱乐部的正式队徽

### 吉祥物和队歌
俱乐部吉祥物是一匹来自中国西北的狼，名为“UNION”或“有你安”，意为“联合”或“有你才是长安”，以西北狼象征俱乐部的竞赛理念。
俱乐部队歌是《联合 联合》，由球迷梁洪瑞创作。

## 教职员
| 董事会             | 董事会                       | 董事会 |
| 职位               | 姓名                         |        |
| ------------------ | ---------------------------- | ------ |
| 董事长             | 黄盛华                       |        |
| 秦英体育委派董事   | 李强、文翊檀、张晓娟、王欢   |        |
| 非营利机构委派董事 | 张威、许宏涛、张经峰、何宇明 |        |
| 监事会             |                              |        |
| 监事会主席         | 惠宇星                       |        |
| 秦英体育委派监事   | 金杭                         |        |
| 非营利机构委派监事 | 支高星                       |        |

| 职位       | 姓名              |
| ---------- | ----------------- |
| 主教练     | 奥斯卡·塞斯佩德斯 |
| 助理教练   | 鲍文杰            |
| 助理教练   | 王晓龙            |
| 守门员教练 | 宋振瑜            |
| 领队       | 鲜斌              |
| 队医       | 何跃进            |
| 队医       | 边永矗            |
| 队医       | 曾令涛            |
| 队务       | 任仲儒            |

### 历任董事长
| 任期                | 董事长 |
| ------------------- | ------ |
| 2023年5月—2023年9月 | 张威   |
| 2023年9月—          | 黄盛华 |

### 历任主教练
| 序号 | 主教练            | 任期          | 任期         | 成就                       |
| 序号 | 主教练            | 就职          | 离任         | 成就                       |
| ---- | ----------------- | ------------- | ------------ | -------------------------- |
| 1    | 黄勇              | 2023年5月20日 | 2023年9月2日 |                            |
| 2    | 奥斯卡·塞斯佩德斯 | 2023年9月3日  | -            | 2023年中冠联赛季军（升级） |

## 成绩荣誉
| 赛季 | 联赛 | 联赛 | 联赛 | 联赛 | 联赛 | 联赛 | 联赛 | 联赛 | 联赛 | 足协杯 | 主场           | 场均观众 |
| 赛季 | 等级 | 赛   | 胜   | 平   | 负   | 进球 | 失球 | 积分 | 位次 | 足协杯 | 主场           | 场均观众 |
| ---- | ---- | ---- | ---- | ---- | ---- | ---- | ---- | ---- | ---- | ------ | -------------- | -------- |
| 2023 | 4    | 12   | 8    | 2    | 2    | 41   | 5    | 26   | 3    | 无资格 | 渭南市体育中心 | 22,850   |